# Power Rangers: Lightspeed Rescue (jeu vidéo)
Power Rangers: Lightspeed Rescue est un jeu vidéo de type beat them all sorti en 2000 sur Nintendo 64, PlayStation et Game Boy Color. Le jeu a été édité par THQ.
Le jeu est adapté de la série télévisée Power Rangers : Sauvetage éclair.

## Accueil
- Jeuxvideo.com : 14/20 (GBC)[1]